# 巨勢寺塔跡

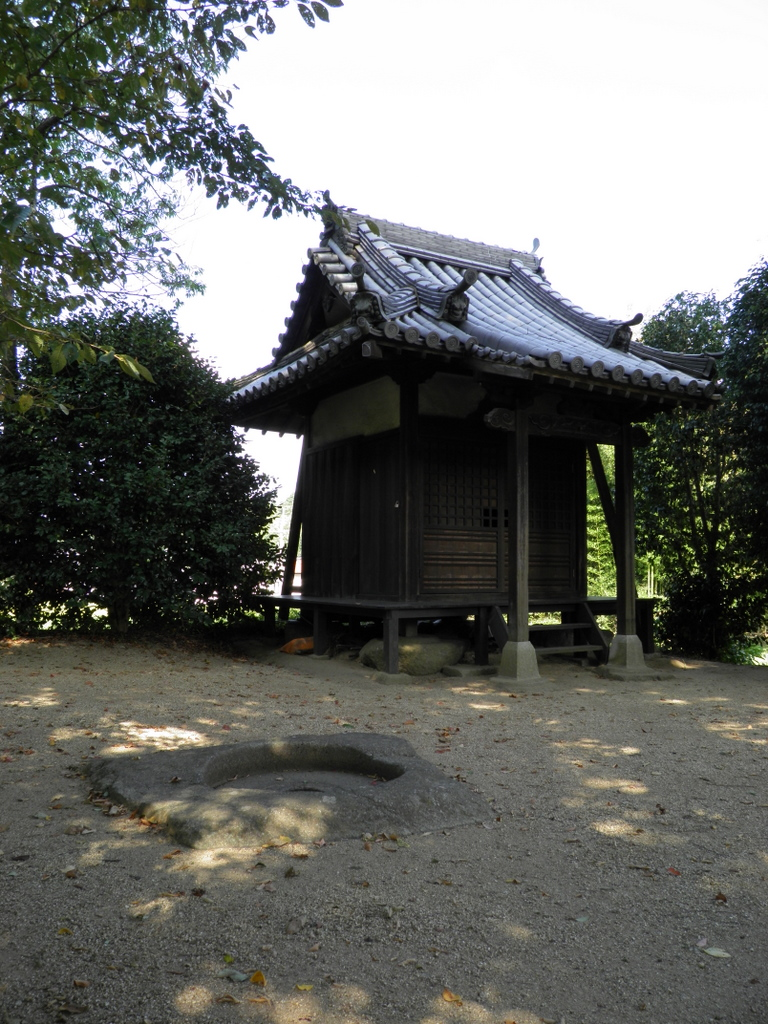
塔心礎と大日堂

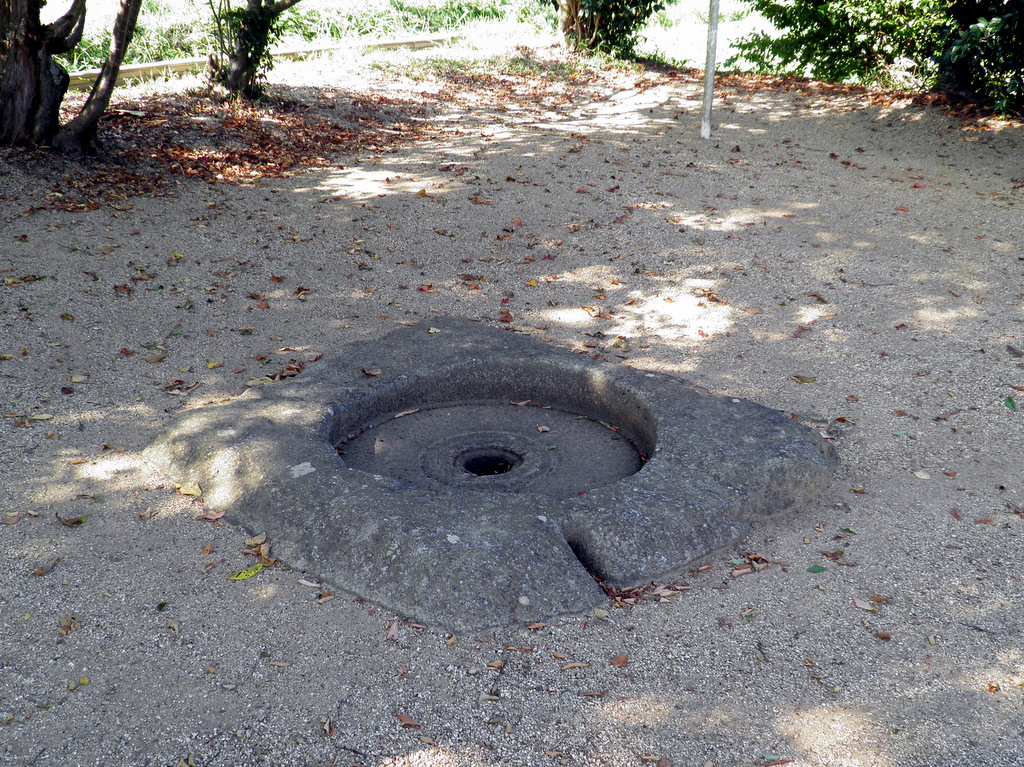
塔心礎。排水溝が掘られている

巨勢寺塔跡（こせでらとうあと）は奈良県御所市古瀬にある仏教遺跡。国の史跡。

## 塔跡
吉野口駅の北東方向、JR和歌山線と近鉄吉野線に挟まれた畑にある周辺を椿などの木々に囲まれている場所にある。
塔跡には心礎（心柱の礎石）が一つ露出している。心礎は、約1.3メートルの大きさで、直径88センチメートル、深さ12センチメートルの円形の柱孔を穿ち、さらにその中央部には直径13センチメートル、深さ6センチメートルの舎利納孔が穿ってある。舎利納孔の周りには三重の溝が切ってあり、これらの溝を結ぶ排水溝が西方向へ掘られている。1927年（昭和2年）に国の史跡に指定された。どのような規模の塔だったかは不明だが、正福寺に保管されている巨勢寺の伽藍図「和州葛上郡古瀬邑玉椿山図」には五重塔が描かれている。現在は近くに大日堂と呼ばれる小さな堂がある。

### 巨勢寺
現在も残る子院の一つ、阿吽寺縁起によれば、巨勢寺は聖徳太子の創建とも伝えられるが、詳しい創建時期と理由は不明。出土した瓦は、飛鳥時代後期のものとみられ、今の御所市古瀬付近を本拠地とした古代の豪族巨勢氏の氏寺として大伽藍の寺院が創建されたと考えられている。日本書紀にも寺名が見られる（日本書紀巻第二十九、朱鳥元年（686年）8月巨勢寺封二百戸）。平安時代には興福寺の末寺となったが、鎌倉時代に所有財産を春日大社に寄進しており、その頃から荒廃し廃寺となったようである（「廃巨勢寺別当領水田寄進状　徳治3年（1308年）7月」が残る）。

#### 関連する寺院
- 玉椿山阿吽寺（ぎょくちんさんあうんじ）
平安時代に巨勢川（曽我川）が氾濫し村人が窮していたところへ阿吽法師なる人物が現れて、これを救った。村人は法師を崇めて「玉椿精舎（＝巨勢寺）」の一坊に寺を構えさせたと伝わる。しかし、1362年（南朝：正平17年、北朝：貞治元年）に火災で全焼し荒廃する。江戸時代に一度、再建されて高野山真言宗の末寺となったが、再び荒廃し1872年（明治5年）に廃寺となった。その後、1880年（明治13年）に村人の手によって仮堂が建てられ、正福寺に預けられていた仏像を迎えて再興する。安曇仙人修行の地として伝えられる。多くの椿が植えられ名所としても有名。
- 冬野山正福寺
浄土真宗。江戸時代までは勝福寺とも。山号は巨勢寺門前の冬野春野の庭名から名付けられたとも。境内には巨勢寺跡から移した礎石があり、また巨勢寺の古仏像や巨勢寺の伽藍図「和州葛上郡古瀬邑玉椿山図」を所蔵し今に伝えている。

#### 巨勢の椿と万葉集
万葉集には、巨勢の椿を称える歌が2つ収められている。
- 巨勢山の　つらつら椿　つらつらに　見つつ偲ばな　巨勢の春野を　（巻1-54）
持統天皇が紀伊国へ行幸した701年（大宝元年）の秋に、巨勢に立ち寄った際、供奉した坂門人足（さかとのひとたり）が、秋の椿の木々を眺めて花咲く頃を思って詠んだ歌
- 河上の　つらつら椿　つらつらに　見れども飽かず　巨勢の春野は　（巻1-56）
上記の歌の元になったといわれる歌で、春日倉老が、巨勢の川沿いに咲く椿の見事さを詠んだ歌。

## アクセス
JR・近鉄吉野口駅下車、東北へ徒歩約10分。吉野口駅より曽我川沿いを北へ進む。途中、正福寺がある。近鉄の鉄橋を潜り左折すると大きな案内板が見える。そこから畑道を上がっていくとお堂が見える。なお、阿吽寺は吉野口駅から北へ進み、左折してJR・近鉄線の踏切を渡り西方向へ進み国道309号を越えた場所にある。